# Odd Roger Enoksen
Odd Roger Enoksen, né le 25 septembre 1954 à Å (Andøy), est un agronome et homme politique norvégien, membre du Parti du centre.
Il a occupé trois fois la fonction de ministre, en tant que ministre du Développement régional, ministre du Pétrole et de l'Énergie et ministre de la Défense dans des coalitions avec Ap et SV.

## Biographie
Il fréquente l'école d'agriculture de Kleiva. Il devient président du Parti du centre d'Andøy en 1975 et adjoint au maire de la municipalité d'Andøy en 1985. Il devait devenir maire en 1994 mais a démissionné en raison d'activité commerciales. Lors des élections législatives norvégiennes de 1993 au Storting, il est élu député lorsque le Parti du centre remporte trois sièges au Nordland.
En 1999, il devient ministre des Collectivités territoriales et du Développement régional dans le premier gouvernement de Kjell Magne Bondevik. Il est au même moment élu président du Parti du centre. Après 1 an au gouvernement, celui-ci démissionne et il retourne à son mandat de parlementaire. Il prendra alors la présidence du groupe parlementaire jusque sa démission de la présidence du parti en 2003 et la fin de son mandat parlementaire en 2005.
De 2005 à 2007, il est nommé ministre du Pétrole et de l'Énergie dans le second gouvernement de Jens Stoltenberg. En 2005, il est nommé PDG de la base de lancement d'Andøya.
Le 14 octobre 2021, il est nommé ministre de la Défense dans le gouvernement de Jonas Gahr Støre, dans le cadre d'une coalition entre Ap et Sp. Il est le ministre le plus âgé du gouvernement.
Le 9 avril 2022, il démissionne de son poste de ministre de la Défense après la révélation d'une liaison avec une femme beaucoup plus jeune que lui pendant plusieurs années.